# Salomon Tobler

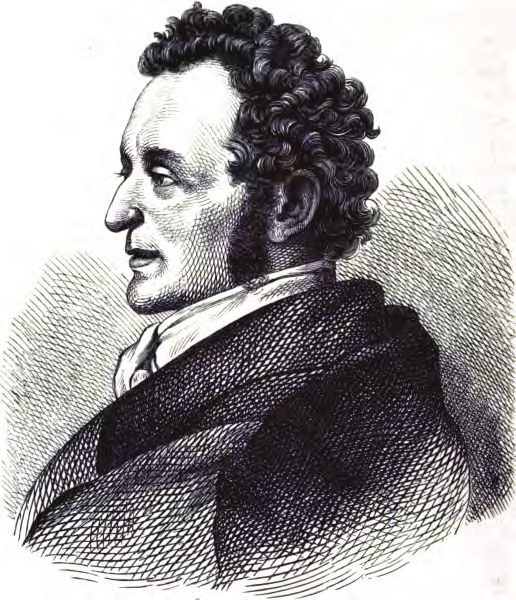
Salomon Tobler

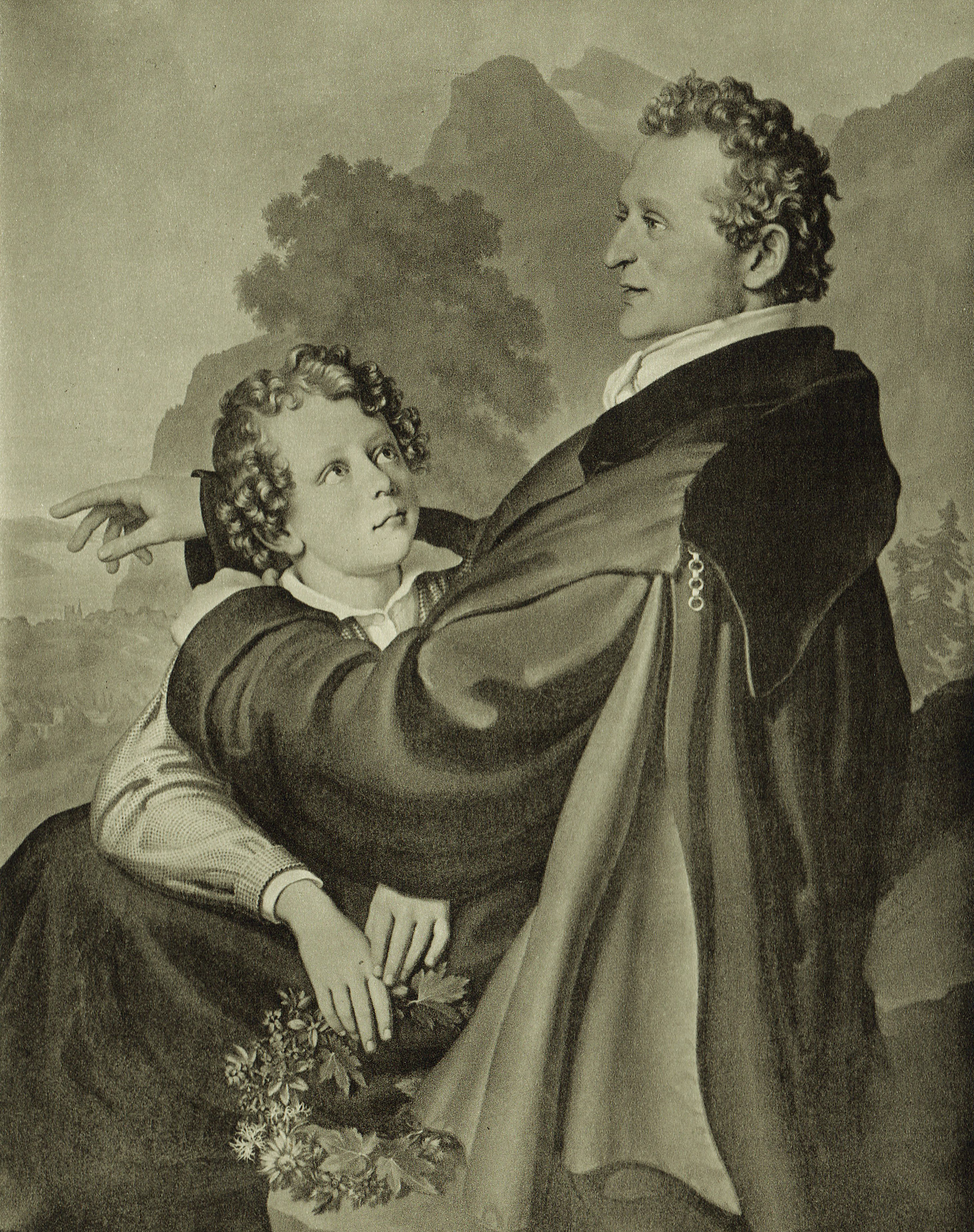
Salomon Tobler 1794-1875 mit seinem Sohn Adolf Tobler, Ölbild von Ed. Steiner

Salomon Tobler (* 10. Dezember 1794 in Zürich; † 19. November 1878 ebenda) war ein Schweizer Pfarrer und Dichter.

## Leben
Salomon Tobler wurde 1794 in Zürich als Sohn des Lehrers und Pfarrers Johann Kaspar Tobler und dessen Ehefrau Ursula Hirzel geboren. Ab 1810 besuchte er das humanistische Gymnasium, und 1816 legte er das theologische Examen ab. Ab 1816 arbeitete er als Pfarrvikar in Mönchaltorf, Wülflingen und Wädenswil. 1819 wurde er Pfarrer von Sternenberg, und 1820 heiratete er. 1826 übernahm er die Pfarrstelle in Hirzel.
Im Jahre 1820 heiratete er die geborene Margaretha Diezinger, Tochter des Johannes Diezinger. 1836 veröffentlichte er das Epos Die Enkel Winkelried's. Dieses Werk behandelt den Widerstand der Nidwaldner gegen die französischen Truppen 1798 (Schreckenstage von Nidwalden).
1839 wurde die Lage für Salomon Tobler in Hirzel untragbar. Als Liberaler kritisierte er gegenüber seiner mehrheitlich konservativen Gemeinde die Ereignisse um den Züriputsch und musste deshalb 1840 die Stelle wechseln. Bis zum Ende seines beruflichen Wirkens betreute er die Pfarrstelle von Embrach.
Angeregt durch den Erfolg seines ersten Werks begann er mit der Planung eines weiteren Epos. Zuerst beschäftigte er sich mit Huldrych Zwingli, als aber sein Freund Abraham Emanuel Fröhlich 1840 ein Epos über Zwingli veröffentlichte, brach er diese Arbeiten ab und begann mit Studien über Gustav Adolf. Schließlich entschied er sich für Christoph Kolumbus und veröffentlichte 1846 das Epos Columbus. Obwohl dieses Werk in der Fachwelt gelobt wurde, war es weniger erfolgreich als Die Enkel Winkelried's. Weitere Pläne für ein Epos über Niklaus von Flüe blieben unverwirklicht.
1853 starb Toblers Ehefrau. 1864 trat er von seinem Pfarramt zurück und zog nach Zürich, wo er bis zu seinem Tod bei einem seiner Söhne wohnte.
Salomon Tobler war der Vater des Germanisten Ludwig Tobler (1827–1895), des Romanisten Adolf Tobler  (1835–1910) sowie des Historikers Wilhelm Tobler.

## Werke
- Salomon Tobler: Die Enkel Winkelried's. Epische Dichtung. S. Höhr, Zürich 1836 (google.com).
- Salomon Tobler: Columbus. Epische Dichtung. Meyer und Zeller, Zürich 1846 (google.com).
- Salomon Tobler: Gedichte aus dem Nachlass. In: Gesellschaft Zürcherischer Geschichtsfreunde (Hrsg.): Zürcher Taschenbuch. Band 1. Zürich 1878, S. 108–119 (archive.org).